# 石沖
石 沖（せき ちゅう、? - 349年）は、五胡十六国時代後趙の皇族。父は石虎。

## 生涯
石虎の子として生まれたが、父の時代の事績は伝わっていない。
時期は不明だが沛王に封じられ、薊を鎮守した。
349年4月、石虎が崩御すると、皇太子石世（石沖の異母弟）が後を継いだが、翌月には彭城王石遵（石沖の異母弟）は挙兵して鄴へ入城すると、石世を廃して帝位を簒奪した。
同月、石沖は石遵の帝位簒奪を聞いて憤り、その側近へ「世（石世）は先帝の命を受けていたのに、遵（石遵）はたやすく廃立してこれを殺した。その罪が大きくない訳があろうか！内外に勅を下して戒厳令を布き、我自らこれを討たん！」と宣言した。そして、寧北将軍沐堅を薊に留まらせて幽州の守備を任せると、5万の兵を率いて薊から南下した。さらに、燕・趙の地へ檄文を飛ばすと各地から兵が集い、その軍が常山を通過する頃には兵数は10万を越えた。石沖が苑郷に屯営していた、石遵からの使者が到来し、今回の件は不問とするので国に帰還するよう告げた。これに石沖は「みな我の弟である。死者は追う事が出来ぬというのに、どうしてまた殺し合っているのか！我は帰るべきだな」と述べてこれに応じようとしたが、将軍陳暹は「彭城（石遵）は陛下を弑して帝位を簒奪しており、その罪は大なるものです！王が北へ帰られるとしても、臣一人でも南へ行きます。京師を平定して彭城を捕らえ、然る後に大駕を奉迎いたします（大駕とは天子の乗り物。石沖を皇帝として迎え入れる事を意味する）」と述べたので、石沖は進撃を決断した。石遵はさらに王擢にも石沖を説得に行かせたが、石沖は聞き入れなかった。その為、石遵は輔国大将軍石閔と司空李農に黄鉞・金鉦を貸し与えると、精鋭10万を与えて迎撃を命じた。石沖は平棘においてて石閔らと交戦となったが、大敗を喫した。さらに追撃を受け、元氏において捕縛されてしまった。石沖は石遵より自殺を命じられ、その配下の兵3万も生き埋めとなった。